# Hypocalyptus
Hypocalyptus là một chi thực vật có hoa thuộc họ Fabaceae. Nó thuộc phân họ Faboideae và là chi duy nhất của tông Hypocalypteae.